# Cornelis Kien van Citters
Cornelis Kien van Citters (Middelburg, 1732 – aldaar, 1805) wordt als Casper van Citters gedoopt. Hij is vierde zoon van Willem van Citters (1685–1758) en Maria Kien (1694–1753). Hij voegt de naam van zijn grootvader, luitenant-admiraal en later burgemeester van Veere, Cornelis Kien voor zijn achternaam, na het overlijden van zijn moeder Maria Kien, de laatste van het geslacht Kien in Zeeland. Voorvoeging van een familienaam was in Zeeland gebruikelijk bij het uitsterven van een geslacht na het overlijden van de laatste vrouwelijke telg. Hij wordt vaak Kien genoemd ter onderscheid van zijn oudere broer Cornelis van Citters (1717–1794).
Cornelis Kien is hoogbaljuw van Zeeland vanaf 1772 en bewindhebber van de VOC in Zeeland vanaf 1757. In de functie van bewindhebber speelt hij in 1787 een rol bij de terugkeer van stadhouder Willem V door dokwerkers van de VOC werven op te zetten tegen de patriotten. Dit leidt tot het plunderen van een aantal huizen van patriotten.
Cornelis Kien trouwt in 1755 met Magdalena Steengracht (1732–1799), dochter van Nicolaas Steengracht en Anna Maria Spiering. Uit dit huwelijk worden twee zonen geboren, die meerderjarig worden.

## Trivia
Cornelis Kien koopt in 1764 slot ter Hooghe van Anna Coninck (1733–), weduwe van Johan van Borssele van der Hooghe (1707–1764), sinds 1747 representant van de eerste edele in Zeeland. Anna was als pleegkind opgenomen in het gezin van Willem van Citters. Als dank schenken Anna en Johan een gouden bokaal, gemaakt door Louis en Philippe Metayer, aan de familie van Citters, die zich in het Rijksmuseum bevindt.
In 1802 wordt kleindochter Maria Magdalena geschaakt door een Franse soldaat Jean-Baptist Agricol Auguier en meegevoerd naar Frankrijk.
Cornelis Kien is voornaamste participant bij de drooglegging van de Magdalena polder in Zeeuws-Vlaanderen, die naar zijn vrouw wordt vernoemd.